# Fojtóbabok
A fojtóbabok (Pueraria) a hüvelyesek (Fabales) rendjébe, ezen belül a pillangósvirágúak (Fabaceae) családjába tartozó nemzetség.

## Előfordulásuk
A fojtóbabfajok előfordulási területe Dél-, Délkelet- és Kelet-Ázsia déli fele. Pakisztántól Japánig és Új-Guineáig sokfelé megtalálhatóak. Az ausztráliai Északi területen is őshonos ez a növénynemzetség. Ausztrália keleti felébe, Ázsia más térségeibe, Ukrajnába, Afrika nagy részére, valamint elszórtan az Amerikákba betelepítették eme növények némelyikét.

## Rendszerezés
A nemzetségbe az alábbi 17 faj tartozik:
- Pueraria alopecuroides Craib
- Pueraria bella Prain
- Pueraria bouffordii H.Ohashi
- Pueraria calycina Franch.
- Pueraria candollei Wall. ex Benth.
- Pueraria edulis Pamp.
- Pueraria garhwalensis L.R.Dangwal & D.S.Rawat
- Pueraria imbricata Maesen
- Pueraria lacei Craib
- Pueraria maesenii Niyomdham
- Pueraria mirifica Airy Shaw & Suvat.
- kudzu nyílgyökér (Pueraria montana) (Lour.) Merr.
- Pueraria neocaledonica Harms
- Pueraria pulcherrima Merr. ex Koord.-Schum.
- Pueraria sikkimensis Prain
- Pueraria tuberosa (Roxb. ex Willd.) DC. - típusfaj
- Pueraria xyzhui H.Ohashi & Iokawa